# Bryopolia transversa
Bryopolia transversa là một loài bướm đêm trong họ Noctuidae.